# Tipula (Lunatipula) validicornis
Tipula (Lunatipula) validicornis is een tweevleugelige uit de familie langpootmuggen (Tipulidae). De soort komt voor in het Palearctisch gebied.